# Bouillon Chartier

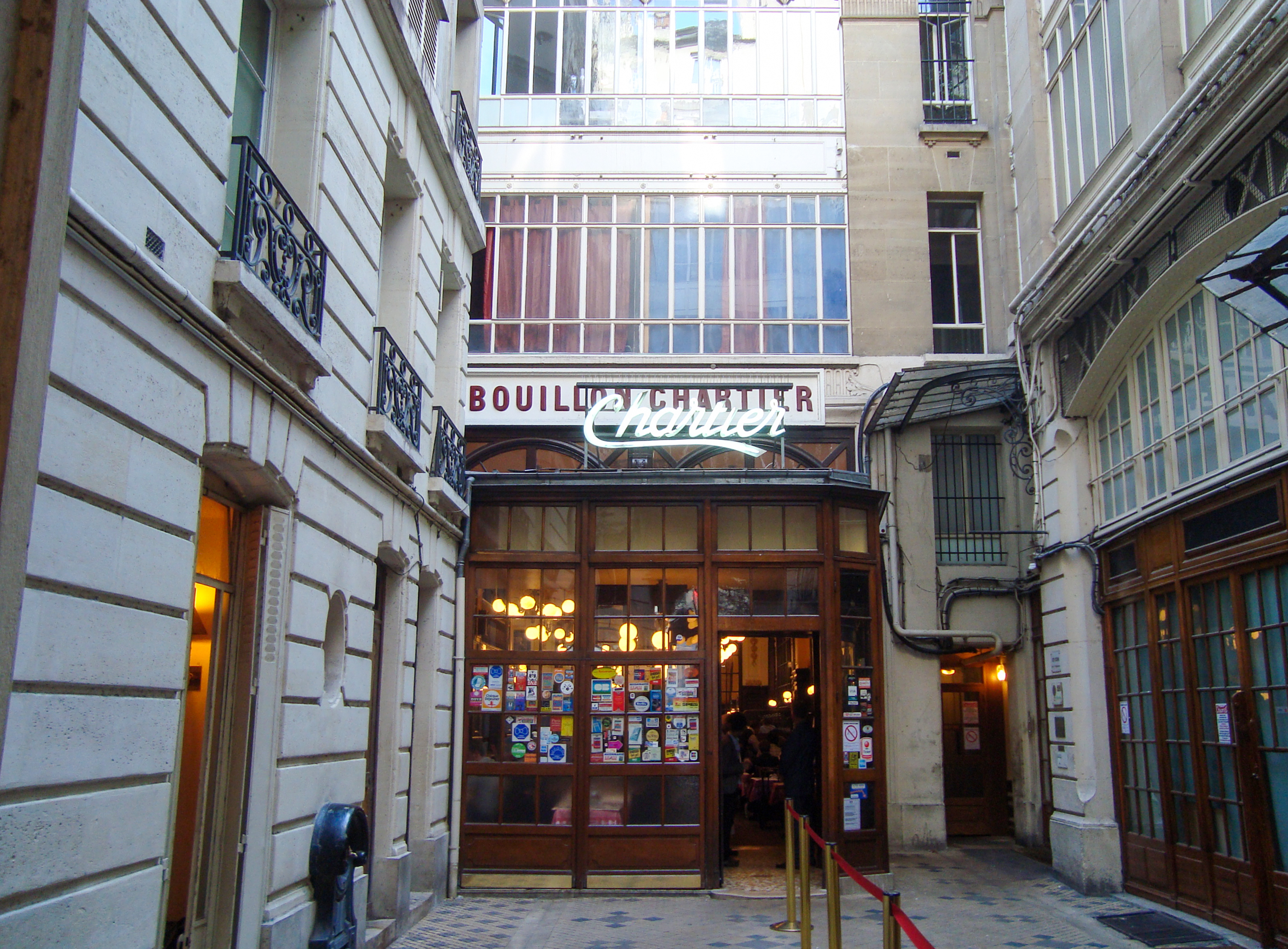
L'ingresso di Chartier, all'interno di un piccolo cortile nel IX arrondissement nel 2010.

Bouillon Chartier sono una serie di ristoranti di Parigi. Il primo locale ad essere fondato, ubicato al numero 7 della rue du Faubourg Montmartre, nel IX arrondissement, fu aperto nel 1896 e dal 13 aprile 1989 è classificato come monumento storico dallo Stato francese per l'architettura dello stabile e le decorazioni Belle Epoque originali. Ad oggi sono stati aperti altri due ristoranti Bouillon Chartier, al 59 di Boulevard du Montparnasse e di fronte alla stazione di Parigi Est.

## Storia
Il ristorante Bouillon Chartier nacque nel 1896. Prende il nome dai fondatori, i fratelli Camille ed Edouard Chartier. 

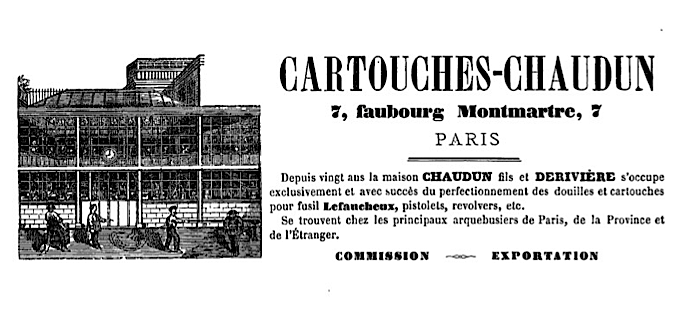
Cartolina pubblicitaria per Cartouches-Chaudun (1865).

Il termine bouillon (che in senso stretto significa "brodo" in francese) indica un tipo di ristorante che, secondo il concetto ideato a fine Ottocento dal macellaio Pierre Duval, serve piatti semplici e popolari (come appunto il bouillon) a prezzi modici.

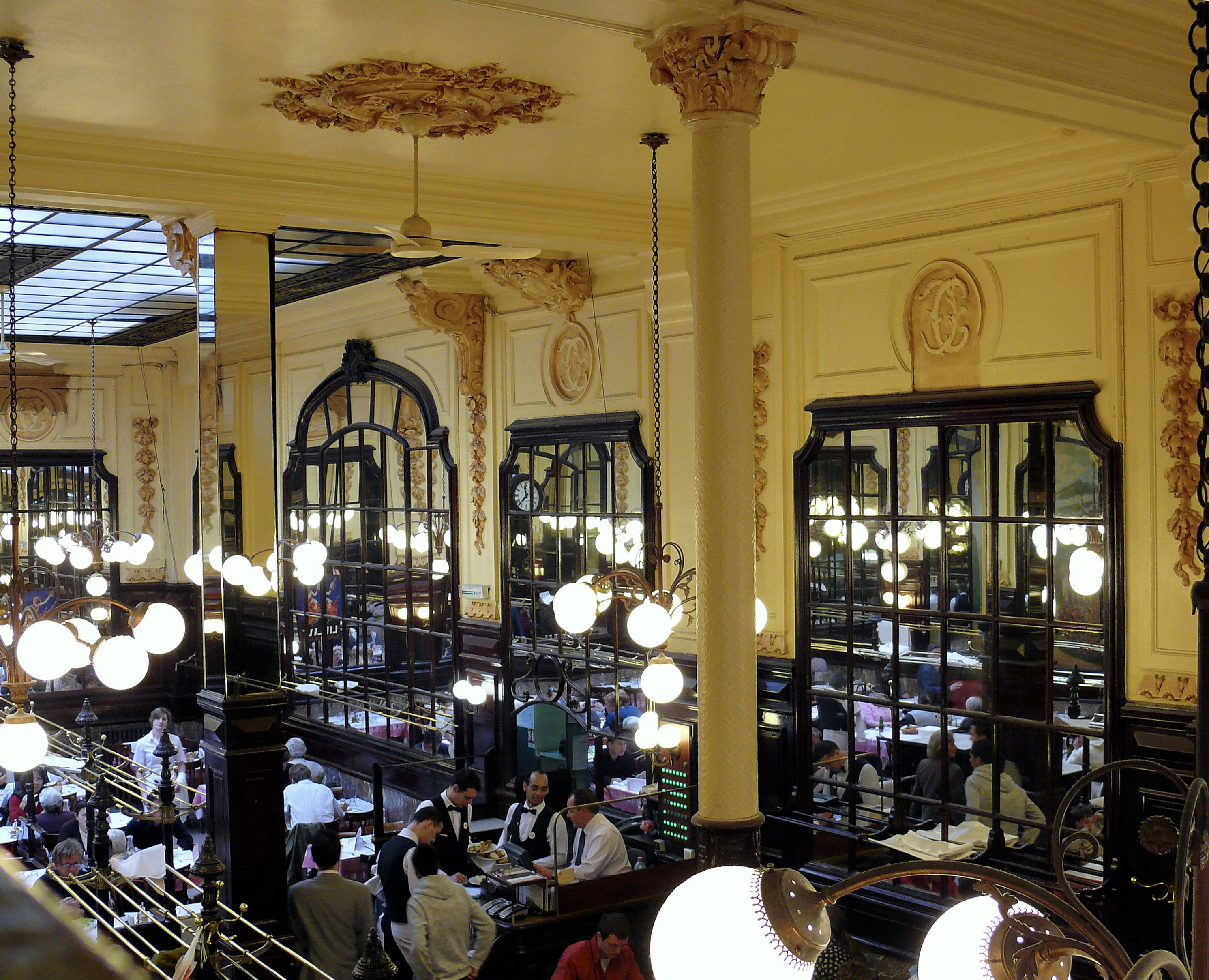
L'interno del ristorante.

Il ristorante dichiara di basare la propria attività sull'idea di «offrire un pasto degno di questo nome a un prezzo modesto» («offrir un repas digne de ce nom à un prix modeste»). Questa linea guida è stata mantenuta costante nell'arco della storia più che secolare del ristorante, che dalla fondazione ha cambiato solo quattro proprietari, e in essa viene identificata la ragione del duraturo successo del locale.
In passato, nei mobili di legno che si trovano nella sala erano conservati i tovaglioli dei clienti abituali, che potevano così utilizzare sempre il proprio.

## I Bouillon Chartier oggi
Tre Bouillons Chartier sono ancora oggi in attività:
- 1896: il primo locale storico, al 7 di rue du Faubourg-Montmartre, nel 9° arrondissement.
- 1903: il Bouillon Chartier al 59 di boulevard du Montparnasse, creato da Édouard Chartier. La sala da pranzo e l'arredamento, con i rivestimenti in ceramica Art Nouveau di Louis Trézel, sono classificati come monumento storico dal 1984[5]. Prima del 1903, i locali erano occupati da un commerciante di olio. Dopo il 1923, il locale fu rilevato dal ristoratore Rougeot con il nome di Bistro de la Gare, fino alla successiva amministrazione con il nome di Montparnasse 1900. Il ristorante torna a chiamarsi Bouillon Chartier nel 2019.
- 2022: viene aperto un Bouillon Chartier Gare de l'Est nello stile dell'epoca, al numero 5 di rue du 8 Mai 1945, di fronte alla stazione di Parigi Est[6][7].

### Altri Bouillon Chartier
Il caffè-ristorante Le Procope, al 13 di rue de l'Ancienne-Comédie, è diventato un Bouillon Chartier tra il 1900 e il 1957, prima di tornare al suo nome originale, che è stato classificato come monumento storico dal 1962.
Un secondo Bouillon Chartier venne aperto nel 1902 al 142 del boulevard Saint-Germain. Le decorazioni originali in stile Art Nouveau della sala, la quale oggi è in uso come parte di un altro ristorante (Brasserie Vagenende), sono state inserite nella lista dei monumenti storici nel 1975.
Al numero 14 della rue du Faubourg-Saint-Denis fu aperto, in una data posteriore al 1905, un altro Bouillon Chartier, che chiuse poi nel 1938. L'interno è particolarmente degno di nota, presentando ricche decorazioni Art nouveau e diversi pannelli di vetro dipinto di Louis Trézel (tra cui quattro ispirati a un ciclo delle quattro stagioni di Alphonse Mucha), nonché un bancone realizzato da Louis Majorelle. Anch'esso, dal 1997, appartiene al registro dei monumenti storici.
Un altro ristorante, fondato da Camille Chartier al numero 3 della rue Racine, nel VI arrondissement, esiste ancora sotto il nome di Bouillon Racine, ed è a sua volta iscritto nel registro dei monumenti storici dal 1995.

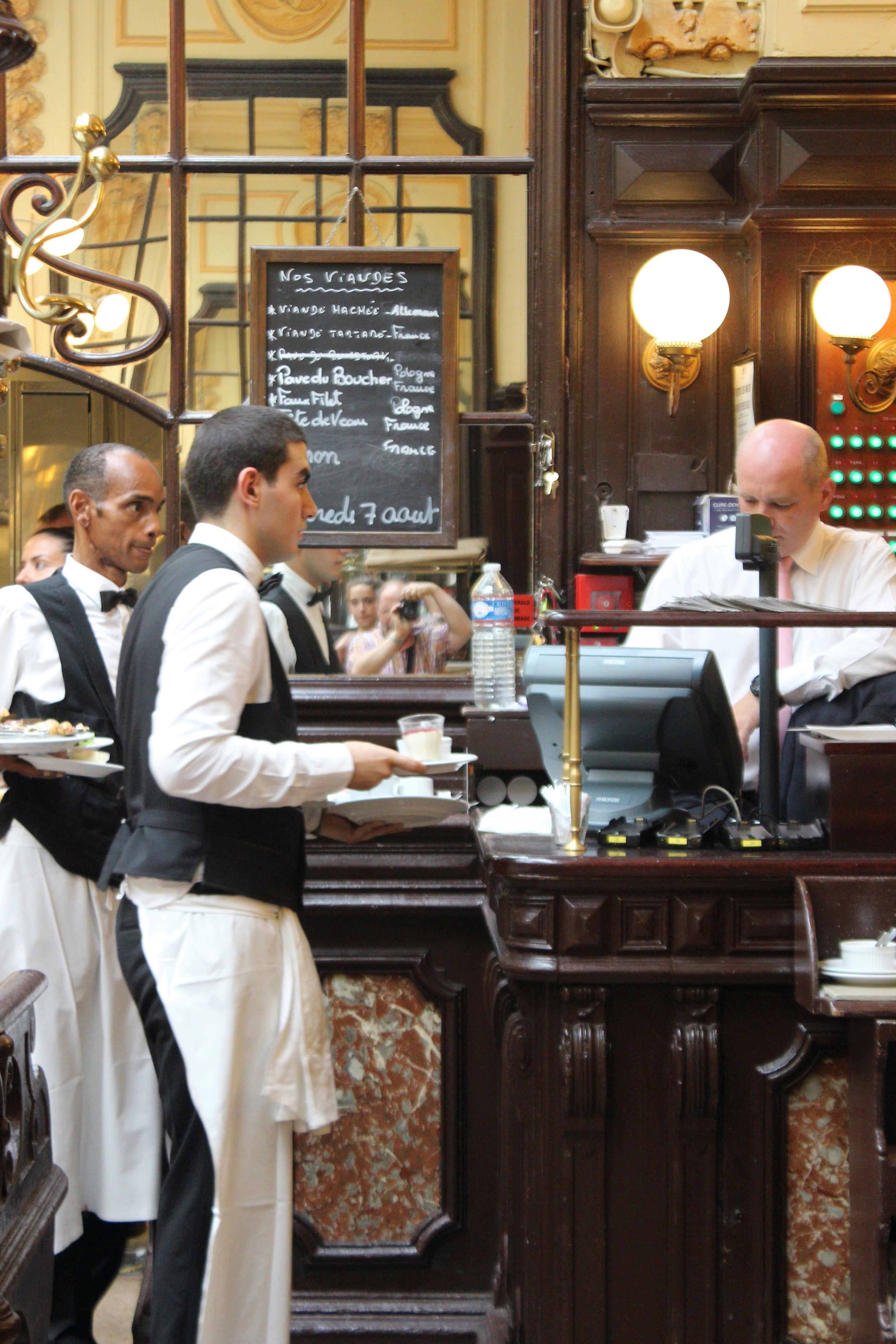
I camerieri di Chartier.

## Descrizione
L'ingresso di Chartier è situato in un piccolo cortile interno cui si accede da un portone su rue du Faubourg-Montmartre. L'ampia sala ha una superficie totale di circa 280 m² ed è dotata di un soppalco, che porta la sua capienza a 319 posti. Spesso, poiché tradizionalmente il ristorante non accetta prenotazioni, si forma una coda fuori dall'ingresso. Vengono serviti circa 1200 pasti al giorno.
Vengono serviti piatti semplici della tradizione francese, come choucroute alsaziana, confit de canard e andouillette; gli antipasti vanno dalle lumache all'uovo sodo con maionese; i dolci includono la coppa di panna montata e la crema di marroni.
La sala è in stile tardo ottocentesco, e non ha subito rimaneggiamenti sostanziali dalla fondazione nel 1896. Il soffitto è occupato da una grande vetrata, mentre l'illuminazione artificiale è offerta da lampade sferiche. Le pareti sono coperte per buona parte da specchi e decorate con festoni floreali e con l'iniziale "C" di Chartier.
I camerieri indossano un'uniforme di stile a sua volta ottocentesco, comprendente un gilet nero e un grembiule bianco. Le ordinazioni vengono prese annotandole a penna sulla tovaglia bianca dei tavoli, e il cameriere esegue la somma a mano quando viene chiesto il conto.